# Chartreuse Notre-Dame de Miraflorès
La chartreuse Notre-Dame de Miraflorès est un ancien monastère chartreux, construit sur une colline connue sous le nom de Miraflores, située à environ trois kilomètres du centre de la ville de Burgos (Castille-et-León, Espagne) dans le parc de Fuentes Blancas.

## Histoire

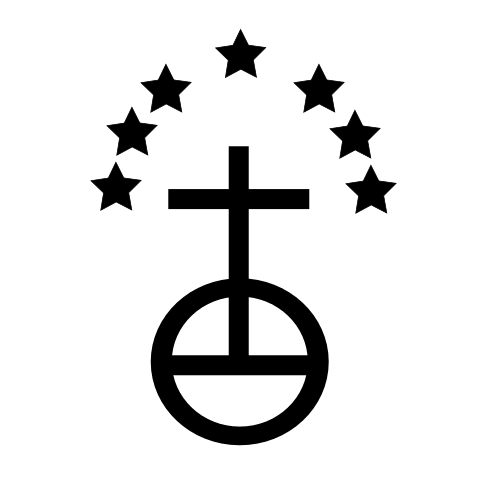
Symbole des Chartreux

Elle est fondée en 1441 par Jean II de Castille, dans les bâtiments d'un château servant de pavillon de chasse, construit par son père Henri III de Castille en 1401; interprétant le testament de son père qui fonde dans cette maison royale un couvent de franciscains. 

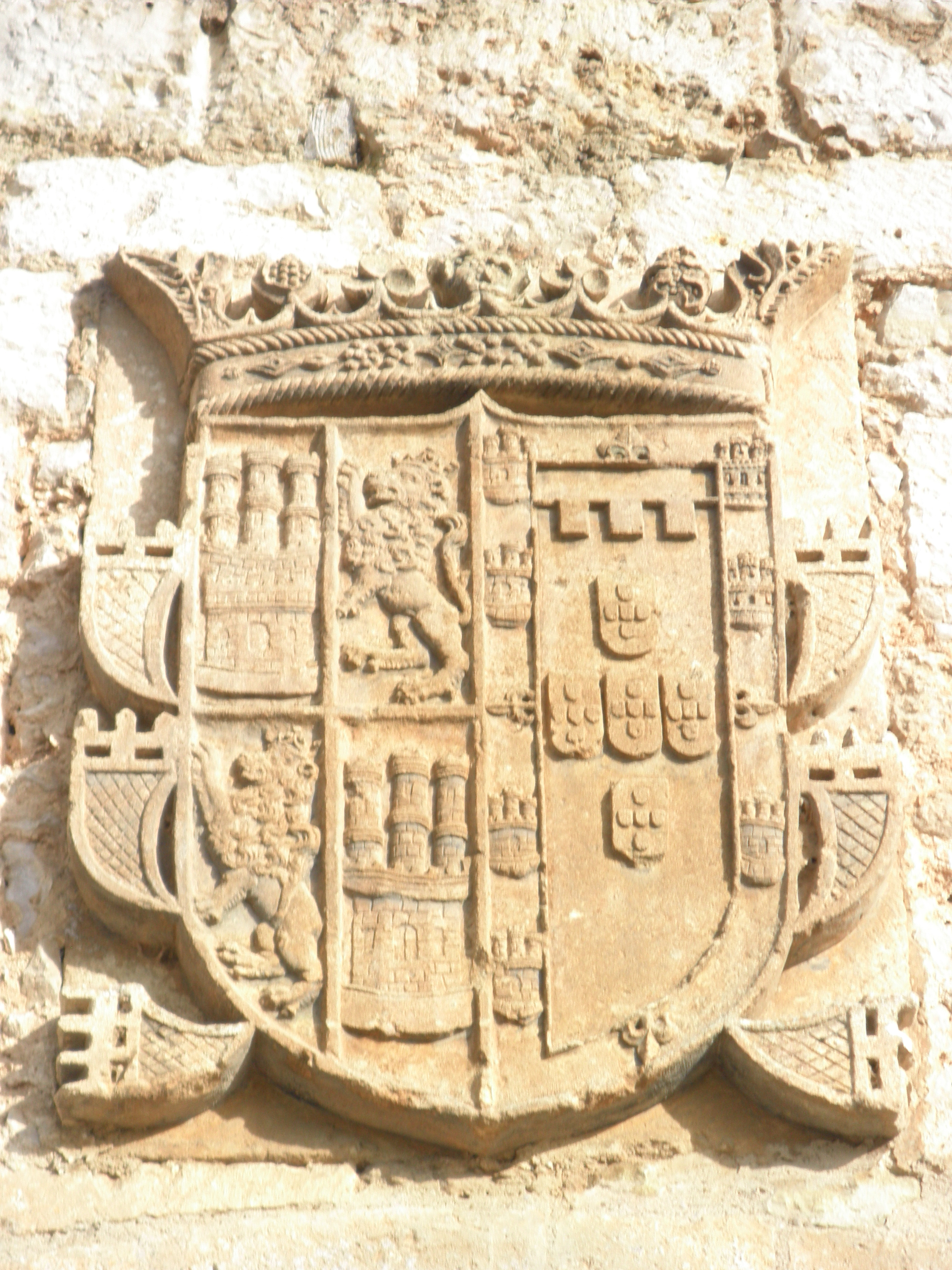
Armoiries d'Isabelle de Portugal, Reine de Castille

Les chartreux n'en prenne possession qu'en 1452 et s'installe dans l'Alcázar. Mais ce premier monastère, dédié à Saint François, ne dure pas longtemps, car cette première chartreuse est entièrement détruite par un incendie en 1452. Dès l'année suivante, la construction des bâtiments actuels est lancée selon les plans de Jean de Cologne. Les travaux sont interrompus dès la mort du fondateur, en 1453, mais reprennent avec l’avènement d’Isabelle la Catholique. À la mort de Jean de Cologne, en 1481, son fils Simon de Cologne, lui succède. Les travaux durent jusqu'en 1484. Au monastère, placé sous le patronage de Notre-Dame de l'Annonciation, très simple, s’oppose l’église somptueuse. 
Entre 1532 et 1539, d'autres travaux architecturaux sont entrepris dans le monastère sous la direction de Diego de Mendieta , pour créer les chapelles latérales, du côté gauche uniquement, et pour donner à l'église une plus grande hauteur, des flèches et des pinacles sont également incorporés, et les créneaux gothique sont placés .
La communauté doit se disperser de 1808 à 1814 du fait de la guerre d'indépendance espagnole. 
En 1835, toutes les maisons religieuses d’Espagne sont supprimées, à cause du désamortissement de Mendizábal qui organise la confiscation des propriétés des congrégations. Le prieur obtient le maintien d’une petite communauté comme gardienne du monument. En 1864, l’archevêque de Burgos, Fernando de la Puente y Primo de Rivera, devient propriétaire du monastère, et maintient cette situation. En 1880, Mgr. Anastase Rodrigo de Justo y appelle les chartreux français. 
Actuellement, quelques moines vivent encore à Miraflores. La chartreuse est accessible au public. L'un de ses moines, le P. Thomas Verner Moore (mort à Miraflores en 1969), américain, est le fondateur en 1951 de la première chartreuse américaine, la chartreuse de la Transfiguration.

## Personnalités liées à Aniago

### Prieurs
Le prieur est le supérieur d'une chartreuse, élu par ses comprofès ou désigné par les supérieurs majeurs.
- 1633-1634 : Jean de Baeza (†1641), né à Belmonte, docteur in utroque, il fait profession au Paular le 6 juin 1610. Il devient successivement prieur du Paular en 1616, d’Aniago en 1617, de Grenade en 1623, à nouveau du Paular en 1625, de Miraflorès en 1633, encore du Paular en 1634 et finalement de Séville en 1638.

- 1835 : Louis-Gonzague Del Barrio (1776-1848), né à Logroño en 1776, il fait profession à la chartreuse de Miraflorès en 1799. Il est l'un des agents actifs de la reprise de la vie monastique en Espagne après les invasions napoléoniennes. Il est successivement prieur d’Aniago en 1817, de Cazalla en 1824, de Xérès en 1832, de Miraflorès en 1835.

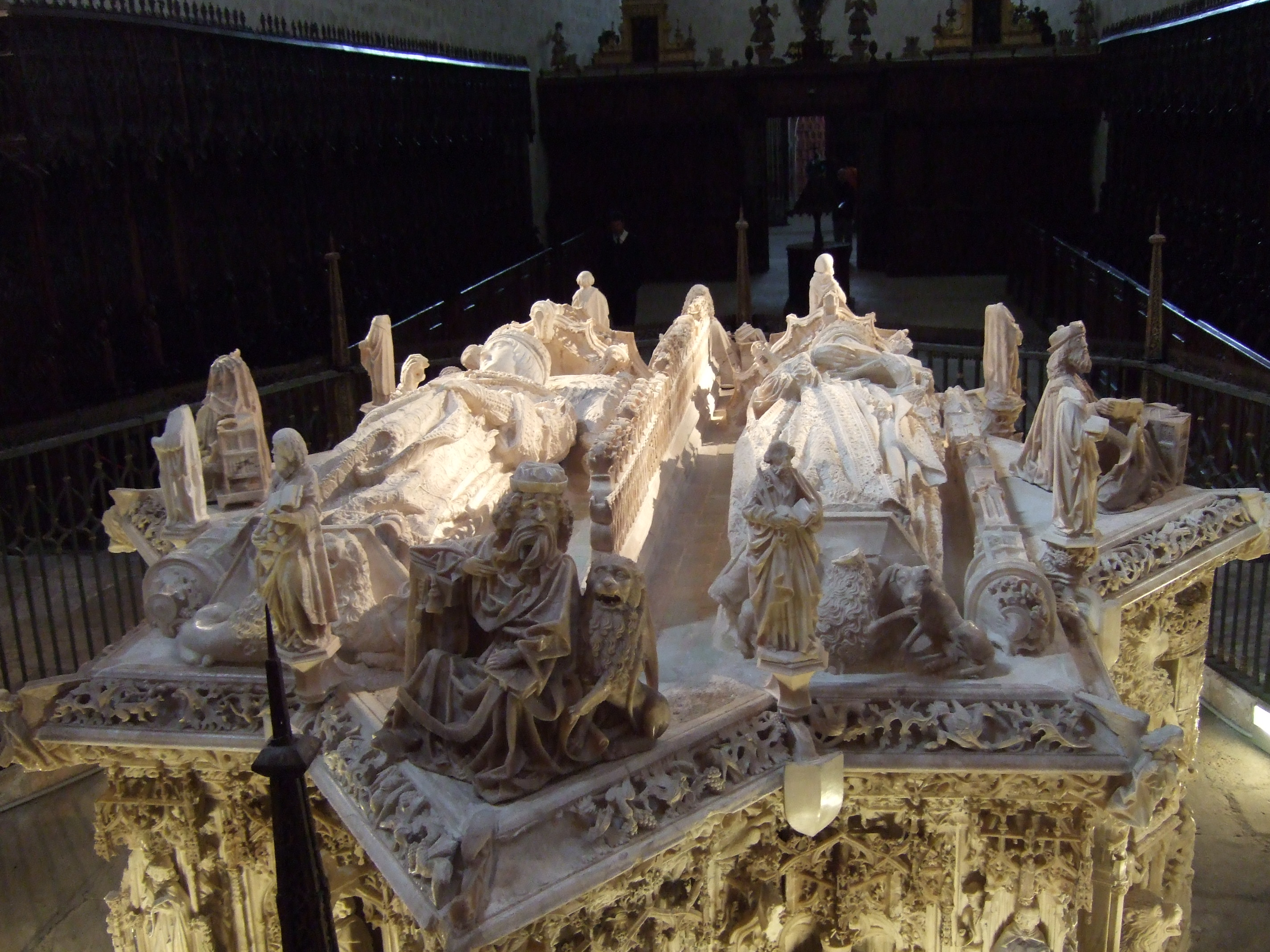
Tombeau de Jean II de Castille et d'Isabelle de Portugal.

## Collection
La chartreuse abrite les tombeaux de son fondateur Jean II de Castille et de sa seconde épouse Isabelle de Portugal. Ils ont été réalisés par Gil de Siloé au XVe siècle et sont disposés au centre de la nef face à un imposant retable du XVe siècle. À noter la présence de l'Anunciacion réalisé par Pedro Berruguete en 1500 ainsi qu'un triptyque du XVe siècle de l'école Rogier van der Weyden.

## Source
- (es) Cet article est partiellement ou en totalité issu de l’article de Wikipédia en espagnol intitulé « Cartuja de Miraflores » (voir la liste des auteurs).